# 144e régiment d'artillerie
Pour les articles homonymes, voir 144e régiment.
Le 144e régiment d'artillerie lourde hippomobile (144e RALH) est un régiment de l'armée de terre française qui a existé au début de la Seconde Guerre mondiale.

## Historique
Il est formé le 17 septembre 1939 au centre mobilisateur d'artillerie no 25 (Bourges), avec trois groupes de canons de 155 mm long modèle 1917 hippomobiles.
Placé en Réserve générale, il est affecté au 12e corps d'armée en mai 1940.  
Il est positionné mi-juin 1940 avec la 70e division d'infanterie entre Châtel-sur-Moselle et Épinal. 